# Cameraria leucothorax
Cameraria leucothorax är en fjärilsart som först beskrevs av Walsingham 1907.  Cameraria leucothorax ingår i släktet Cameraria och familjen styltmalar. Inga underarter finns listade i Catalogue of Life.